# Haslen
Haslen és un municipi del cantó de Glarus (Suïssa).